# ヤーダブ
ヤーダブ（Yadav）またはヤーダヴァ（Yadava）はインド、ネパール、バングラデシュにおけるカースト。クシャトリヤ（戦士）階級に属し、ヒンドゥー教のヴィシュヌ神を一神教的に信仰する。自らをインド神話の登場人物、ヤドゥの子孫と信じている。ネパールでは人口の3.94%を占める。